# آندژی کوبیلانسکی
آندژی کوبیلانسکی (لهستانی: Andrzej Kobylański؛ زادهٔ ۳۱ ژوئیهٔ ۱۹۷۰) بازیکن سابق و مربی فوتبال اهل لهستان است.
از باشگاه‌هایی که در آن بازی کرده‌است می‌توان به باشگاه فوتبال ویدزف ووچ، باشگاه فوتبال کلن، باشگاه فوتبال هانوفر ۹۶، و باشگاه فوتبال انرژی کوتبوس اشاره کرد.
وی همچنین در تیم ملی فوتبال لهستان بازی کرده‌است.
وی در مسابقات کشوری و بین‌المللی در مجموع برندهٔ ۱ مدال نقره شده‌است.